# Tavernes Blanques (kommunhuvudort)
Tavernes Blanques är en kommunhuvudort i Spanien.   Den ligger i provinsen Província de València och regionen Valencia, i den östra delen av landet, 300 km öster om huvudstaden Madrid. Tavernes Blanques ligger 9 meter över havet och antalet invånare är 9 033.
Terrängen runt Tavernes Blanques är platt. Havet är nära Tavernes Blanques österut.Runt Tavernes Blanques är det mycket tätbefolkat, med 5 021 invånare per kvadratkilometer. Närmaste större samhälle är Valencia, 3,5 km söder om Tavernes Blanques. Runt Tavernes Blanques är det i huvudsak tätbebyggt.